# 梨树镇 (梨树县)
梨树镇，是中华人民共和国吉林省四平市梨树县下辖的一个乡镇级行政单位。

## 行政区划
梨树镇下辖以下地区：
南杏山村、大烟筒村、西平安村、东平安村、西中安村、中安堡村、双城子村、马地方村、北老壕村、泉眼沟村、夏家堡子村、北夏家村、獾子洞村、后房身村、前房身村、胡家村、苗圃村、高家村、杨家村、后加把村和郝家村。